# Anders Behring Breivik
Fjotolf Hansen (született Anders Behring Breivik; Oslo, 1979. február 13. –) szélsőjobboldali nézeteket valló norvég terrorista és tömeggyilkos. 2011-ben Norvégiában 77 embert gyilkolt meg.

## Élete
Breivik 1979. február 13-án született Oslóban, szülei egyéves korában elváltak, őt az anyja nevelte. Tinédzser korában lázadóként jellemezték, aktívan graffitizett, a rendőrség többször megbüntette ezért. Intenzíven erősítette magát, ehhez anabolikus szteroidokat is használt, sőt plasztikai műtétet is végrehajtatott magán, hogy nagy és erős kinézetű legyen. Sorkatonai szolgálatra nem hívták be, mert alkalmatlannak ítélték. Kezdetben egy vállalat ügyfélszolgálatán dolgozott, majd különböző vállalkozásokba kezdett, amelyek nem voltak sikeresek.
Egyre szélsőségesebb nézeteket kezdett el követni, ezek nem igazán összehangolható elegyét írta le aztán saját ideológiájaként. Norvég nacionalista, iszlamofób keresztény, szélsőjobboldali cionista, újpogány Odin-követő stb.
Számos szervezetnek lett tagja és próbálta bennük elképzeléseit terjeszteni. 2005 és 2007 között tagja volt az oslói lövész klubnak, fegyverhasználati ismereteit innen szerezte. 2007-ben vették fel az oslói Szent Olaf szabadkőműves páholyba, de csak négy alkalommal vett részt páholymunkán. Breivik méltatta a szabadkőművességet, mint a kulturális örökség őrzőit, ugyanakkor elégedetlen volt apolitikusságukkal. A merénylet után azonnal kizárták a páholyból.
1999-ben belépett a bevándorlást korlátozni kívánó Haladás pártba, kisebb helyi vezetői tisztségeket is elért, de aztán abbahagyta az itteni tevékenységét. (2004-ben fizetett utoljára tagdíjat.) A merénylet után a párt azonnal elhatárolódott Breivik tetteitől és ideológiájától. Breivik saját állítása szerint szoros kapcsolatban állt az antiiszlamista szélsőséges Angol Védelmi Liga (EDL) felső vezetőségével, de 2011-ben cáfolták, hogy hivatalos kapcsolat lett volna vele és elítélték cselekedeteit. Megint csak Breivik saját állításai szerint – amire nem találtak bizonyítékokat – részt vett volna egy Templomos Lovagok antidzsihád keresztes szervezet létrehozásában és vezetésében. Interneten publikált írásában méltatta Hunyadi Jánost, idézte Kertész Imrét, és Lukács Györgyöt.
2017-ben megváltoztatta nevét Fjotolf Hansenre.

## A merénylet

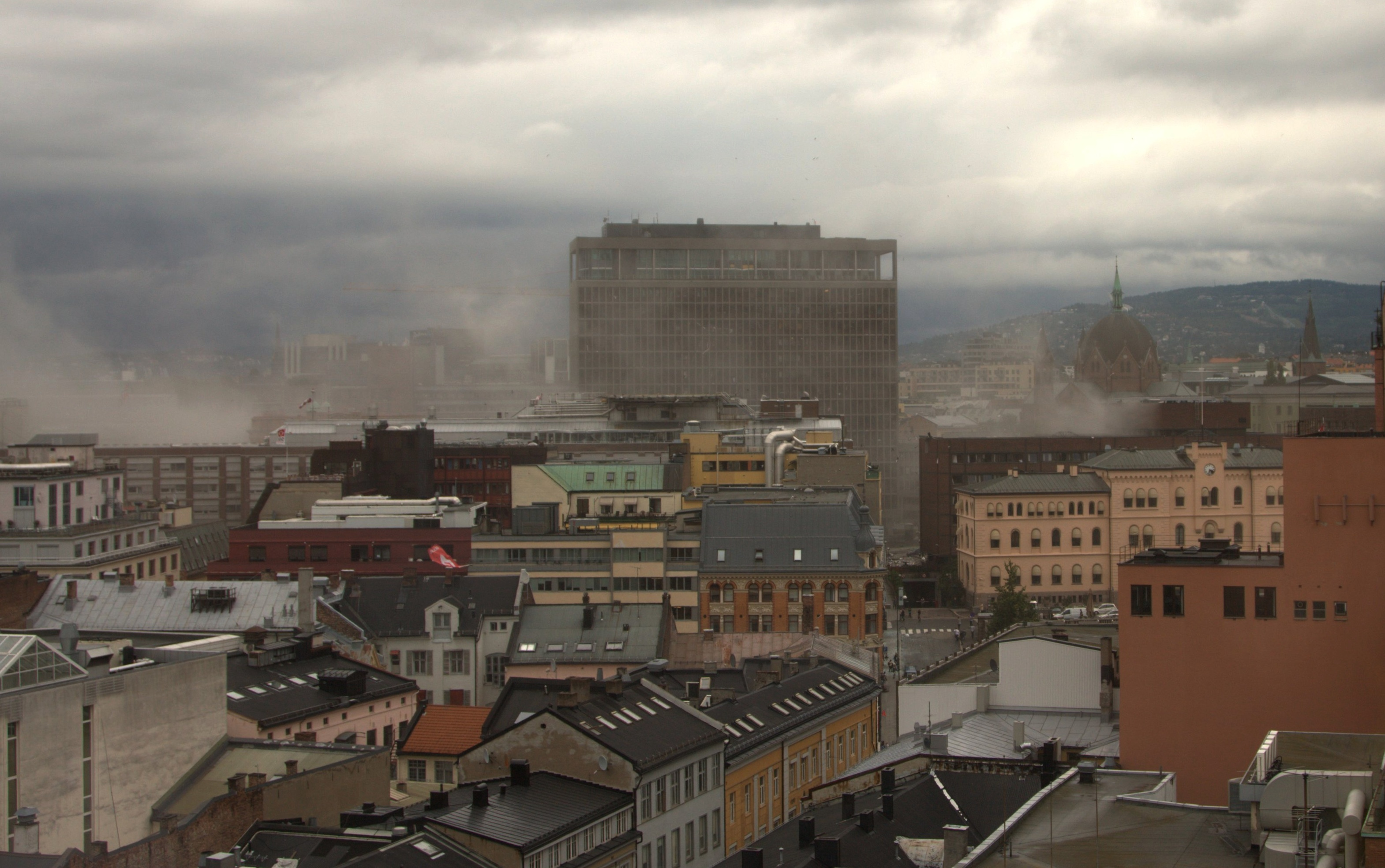
Oslo a robbantás után

2011. július 22-én került sor a terrortámadásra. Előbb Oslóban egy autóba rejtett pokolgépet robbantott fel, melynek következtében nyolc ember vesztette életét, több tucatnyian megsebesültek, köztük tízen életveszélyesen. A bomba 15:25:19-kor robbant fel kormányzati épületek közelében.
Két órával később rendőregyenruhában a merénylő áthajózott Utøya szigetére, ahol válogatás nélkül kezdte agyonlőni a Munkáspárt ifjúsági szervezetének táborozóit, főleg tizenéveseket. A késlekedő rendőröknek azonnal megadta magát. Mint később mondta, soha nem gondolta volna, hogy túléli ezt a napot. Tettét „könyörtelennek, de szükségesnek” nevezte.

## Tárgyalása
Tárgyalása 2012. április 16-án kezdődött el, bár ezt megelőzte két orvosi szakvélemény, ami azt vizsgálta, hogy beszámítható-e. Az első beszámíthatatlannak találta, a második azonban épelméjűnek írta le. Ő maga azt vallja, hogy tudatosan követte el a tettét, amit újra megtenne. Mivel két ellentmondásos szakvéleményt hoztak nyilvánosságra, kénytelenek voltak a hatóságok bíróság elé állítani. Azt azonban mindenképpen meg akarják akadályozni, hogy nézetei teret nyerjenek a nagy nyilvánosság előtt, ezért számos állami televízió öncenzúrába fogott, és nem vetítette le Breivik beszédét. Amint megérkezett a tárgyalóterembe, ökölbe szorított karlendítéssel köszöntötte a teremben ülőket. Ez a karlendítés elmélete szerint a templomos lovagok köszönése, amely az erőt, becsületet és dacot jelképezi. A gyilkos magát a templomos lovagok európai vezetőjének vallja.
A tárgyalás elején az ügyész azt indítványozta, hogy Thomas Indreb bírót összeférhetetlenség miatt zárják ki a tárgyalásról. A norvég média 17-én arról számolt be, hogy a bírói testület egyik tagja tavaly egy közösségi oldalon közzétette véleményét az ügyről, és azt írta, hogy „a halálbüntetés az egyetlen tisztességes válasz ebben az ügyben”.
A tárgyalás második napján felolvashatta a beszédét, melyben a liberálisokat és a multikulturalizmus híveit támadja, és azt állítja, hogy őt és társait a liberálisok „másodrendű polgároknak” tekintik. Szerinte senki nem kérdezte meg a népét arról, hogy multikulturális nemzet akar-e lenni, most pedig már fennáll a veszélye, hogy kisebbséggé válnak a saját hazájukban. Majd belekezdett a történelem értelmezésébe a saját szemszögéből. Azt állítja, hogy ő egy forradalmár, akit a konformizmus fojtogatott. Közölte, hogy szerinte Európában akkor volt utoljára demokrácia, amikor Adolf Hitler hatalomra került, majd hosszasan beszélt a második világháború idejének nacionalizmusáról.
Breivik közölte, hogy szerinte áldozatai nem voltak ártatlanok. A lemészárolt fiatalok a Norvég Munkáspárt ifjúsági szervezetének tagjai voltak, akik a gyilkos szerint „nem ártatlan gyerekek”, hiszen aktívan dolgoztak a multikulturális értékek fenntartásáért. Politikai szerepvállalásukért a legyilkolt fiatalokat a Hitlerjugendhez hasonlította. Azt mondja, megérti, hogy ideológiáját nehéz elfogadni, de szerinte idővel az emberek majd megértik, hogy helyesen cselekedett, és rájönnek, hogy a multikulturalizmus kudarcot vallott. Azt állítja, hogy a norvég etnikai csoport elpusztítása ellen harcolt, és ezt nem tekintheti senki törvénytelennek.

## Ítélet
2012. augusztus 24-én hirdetett ítéletet a bíróság az ügyében. A lehető legsúlyosabb börtönbüntetést kapta, 21 évet, mivel beszámíthatónak találták. A norvég törvények értelmében maximum 21 évnyi letöltendő büntetésre ítélhető valaki. Ez meghosszabbítható, ha fennáll a veszélye annak, hogy szabadulása után továbbra is veszélyt jelent a társadalomra az illető. Breivik az ítéletet mosolyogva fogadta, nem tanúsított megbánást, továbbra is azt hangoztatta, hogy hazájáért cselekedett, és ezért nem vonható felelősségre.